# Selk, Schleswig-Flensburg
Selk là một đô thị thuộc huyện Schleswig-Flensburg, trong bang Schleswig-Holstein, nước Đức. Đô thị Selk, Schleswig-Flensburg có diện tích 10,07 km², dân số thời điểm 31 tháng 12 năm 2006 là 811 người.